# Ormkvinnan

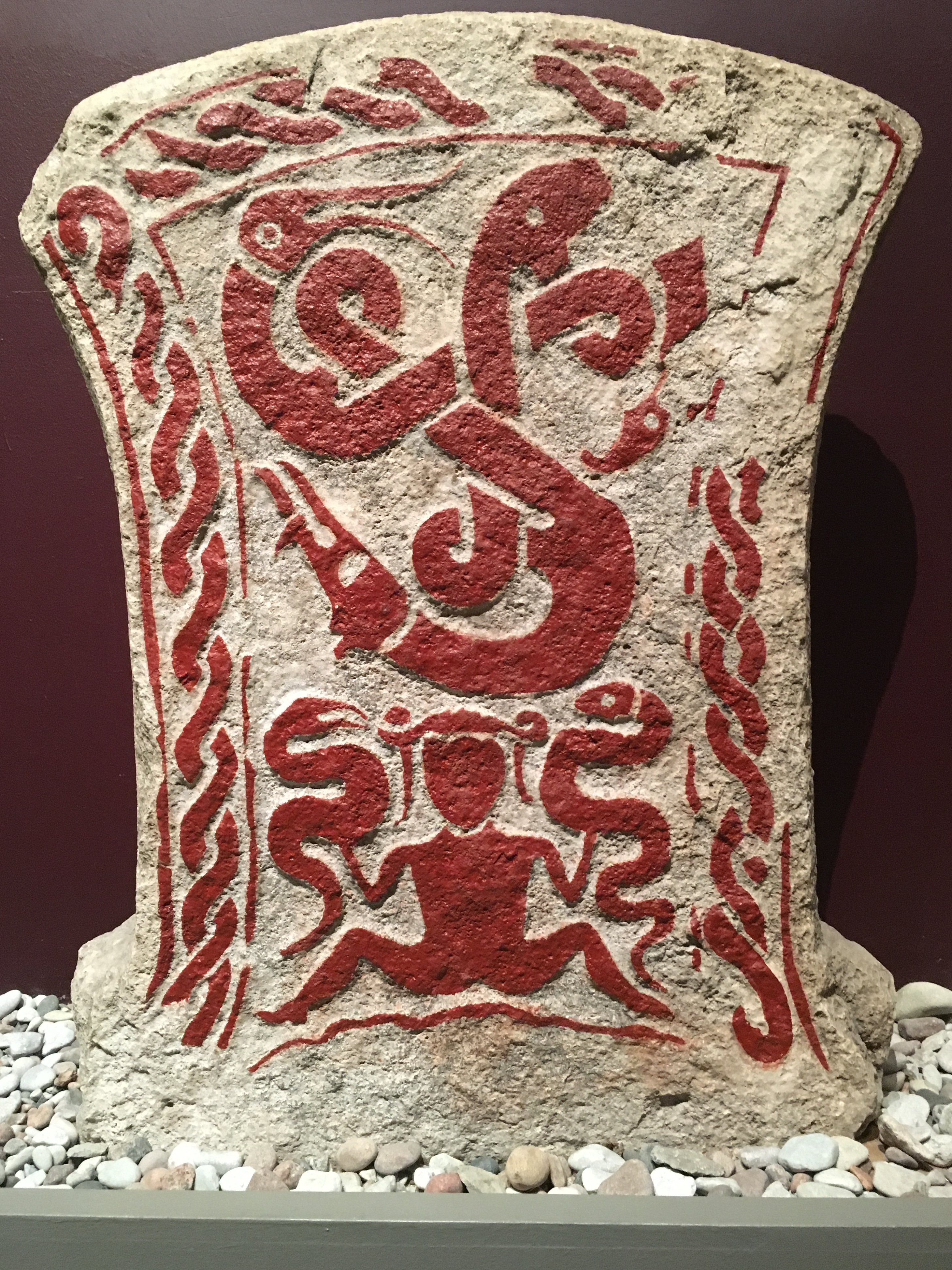
Ormkvinnan i Fornsalen på Gotlands museum

Ormkvinnan är en bildsten från Rikvide gravfält vid Smiss i Närs socken på Gotland.

## Historik
Det var lantbrukaren och markägaren Karl Larsson som 1952 hittade stenen som sedan april 1954 återfinns i Fornsalen på Gotlands museum. Stenen tros vara från perioden 400-600 e Kr. Det var landsarkivarien och Sveriges första kvinnliga professor i arkeologi, Greta Arwidsson, som besiktigade gravfältet den 10 april 1954. Arwidsson skrev i rapporten till Riksantikvarieämbetet att "Enligt finnarens utsago hade stenen legat med bildsidan nedåt i åkern strax intill".

## Motiv
På bildstenen finns två huvudsakliga motiv, den övre bilden är en så kallad triskele av tre ihopringlade ormliknande djur och den undre delen visar en sittande kvinna med en orm i vardera handen. Professor Sune Lindqvist tolkar de tre ormliknande djuren som en galt, en rovfågel och ett rovdjur.

## Tolkningar
Motiven har kopplats till Gutasagan och berättelsen om Havde och hans hustru Vitastjerna som enligt sägen drömde om tre ormar som slingrade sig i och ur hennes barm. Havde tolkade drömmen som: Allt är bundet i ringar. Bebyggt land ska detta varda, och vi skola få tre söner.